# Hans Höfer von Heimhalt

Höfer von Heimhalt

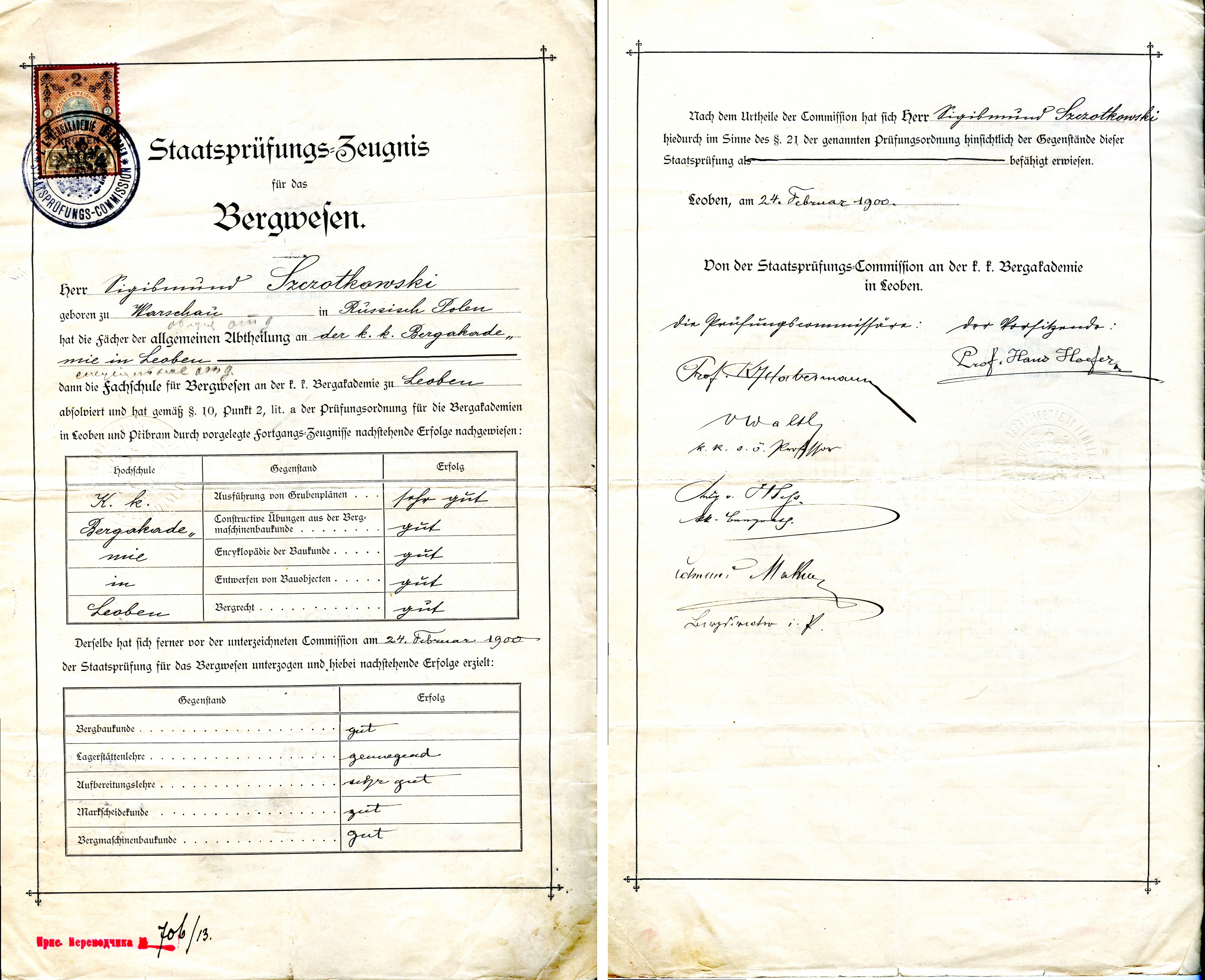
Staatsprüfungs-Zeugnis für das Bergwesen nach dem k. und k. Bergakademie zu Leoben mit der Signatur von Hans Höfer als Vorsitzendem der Prüfungskommission

Hans Höfer von Heimhalt (* 17. Mai 1843 in Elbogen; † 9. Februar 1924 in Wien) war ein österreichischer Montangeologe. Er war ein Pionier der Erdölbohrtechnik und ein Sachverständiger für Trinkwasserversorgung.

## Leben
Geboren in Elbogen Nr. 135 als Sohn des Bürgers und Fleischhauermeisters Johann Josephus Höfer (1802–1852) und der Anna Creszenzia, geb. Schmidt (1807–1870) kam Hans (wie er später genannt wurde) Höfer zur Welt und wurde am 18. Mai 1843 auf den Namen Johann Nepomuk Höfer getauft.
Höfer studierte ab 1860 an der Montanistischen Hochschule Leoben und wurde dort Mitglied des Corps Tauriscia.  1864 trat er in den staatlichen Montandienst und war zuerst im Goldbergwerk im Dorf Nagyág im siebenbürgischen Komitat Hunyad. 1865 untersuchte er das Tal des Jiu (Fluss). In Petroșani begann infolgedessen der Kohlenbergbau. Anschließend war er im Silberbergwerk im mittelböhmischen Březové Hory. 1867/68 kartierte er für die Geologische Reichsanstalt in Wien die Hohe Tatra und das Gebiet bis hin zur Stadt Prešov (Eperjes). Dabei gelang ihm die Erstbesteigung der Gerlsdorfer Spitze durch. Ab 1869 war er Leiter und Professor der neugegründeten Bergschule in Klagenfurt, dann an der 1849 gegründeten Bergakademie Příbram (heute Bergbaumuseum) und von 1881 bis 1911 Professor an der Montanlehranstalt (ab 1904 Montanistische Hochschule) in Leoben, wo 1895–1897 Karl August Redlich sein Assistent war. Von 1887 bis 1889 war er Direktor der Montanlehranstalt.
1872 nahm er als Geologe an der Nordpolexpedition von Johann Nepomuk Wilczek teil. Dabei konnte er Spitzbergen (Inselgruppe), die russische Doppelinsel Nowaja Semlja und das nordöstliche Russland studieren. Bei seinem Besuch der Centennial Exhibition in Philadelphia hatte er Gelegenheit, die dortigen Bergbaugebiete und Erdölvorkommen zu besichtigen. Aufgrund seiner Beobachtungen stellte er die weltweit beachtete Theorie der Antiklinale auf. Mit seinem Bericht Die Petroleumindustrie Nordamerikas von 1877, in der er auf die Wichtigkeit der Wasserabsperrung der Bohrlöcher und die Vorteile der kanadischen Bohrmethode (vgl. William Henry McGarvey) hinwies, trug er zur raschen Entwicklung der galizischen Erdölindustrie bei. Später bereiste er als Erdölexperte nahezu alle europäischen Erdölgebiete. Mit seinem Buch Das Erdöl und seine Verwandten führte er 1913 den Begriff „Erdöl“ als Bezeichnung für alle flüssigen, organischen brennbaren Naturprodukte ein, die aus der Erde stammen. Erdöl setzte sich im deutschen Sprachgebrauch gegenüber den vorher gebräuchlichen Begriffen Steinöl, Bergöl oder Felsenöl als wörtliche Übersetzungen des Begriffes Petroleum (Petro = Stein, Oleum = Öl) durch. 1895 wurde er mit 52 Jahren Mitglied des Deutsch-akademischen Lesevereins Leoben.
Sein Sohn Hudo Höfer-Heimalt, Berginspektor in Schlesisch Ostrau, schrieb 1932 die Erzählungen seines Vaters über Leoben nieder. Im April 1932 erschienen sie in der Freiberger Montanenzeitung. Der Verein für corpsstudentische Geschichtsforschung veröffentlichte 1975 einen Abdruck.

## Standeserhöhung
Im Taufeintrag Elbogens findet sich der folgende Hinweis zu Höfers Standeserhöhung:
'Ermächtigung vom Konsistorium Prag 27. April 1912, Nr.5564 : Laut der K.K. Statthalterei in Prag vom 10. April 1912 ZI/A.847 ist mit dem Allerhöchst unterzeichneten Diplome vom 6. Feber 1911 dem hier als Kind genannten Johann Nep. Höfer, nunmehr K.K. Hofrate in Leoben der Adelsstand und die Führung es Ehrenwortes "Edler" und des Prädikates "Heimhalt" Allergnädigst verliehen worden. Wurde angemerkt am 17. Juni 1912, Gros, Dechant;'

## Ehrungen
- Wahl in die Deutsche Akademie der Naturforscher Leopoldina (1898)[13]
- Ehrendoktor der Montanistischen Hochschule Leoben

## Veröffentlichungen
- Die Mineralien Kärntens[14]
- Das Erdöl (Petroleum) und seine Verwandten. 1888.
- Anleitung zur Bestimmung der Familien und Gattungen der Ammoniten und deren Nebenformen. 1892.
- On the development of anticlinal theory (of oil and gas accumulation). In: Economic Geology. Juli 1910, v. 5, no. 5, p. 492–493; doi:10.2113/gsecongeo.5.5.492.
- Grundwasser und Quellen. 1912.
- Anleitung zum geologischen Beobachten, Kartieren und Profilieren. 1915.
- Die Erdbeben Kärntens und deren Stoß … 1923.
- mit Carl Engler (Hrsg.): Das Erdöl – seine Physik, Chemie, Geologie, Technologie und sein Wirtschaftsbetrieb, 6 Bde., Neudruck Nabu Press 2011, ISBN 978-1248023860.